# Cityplan 1977

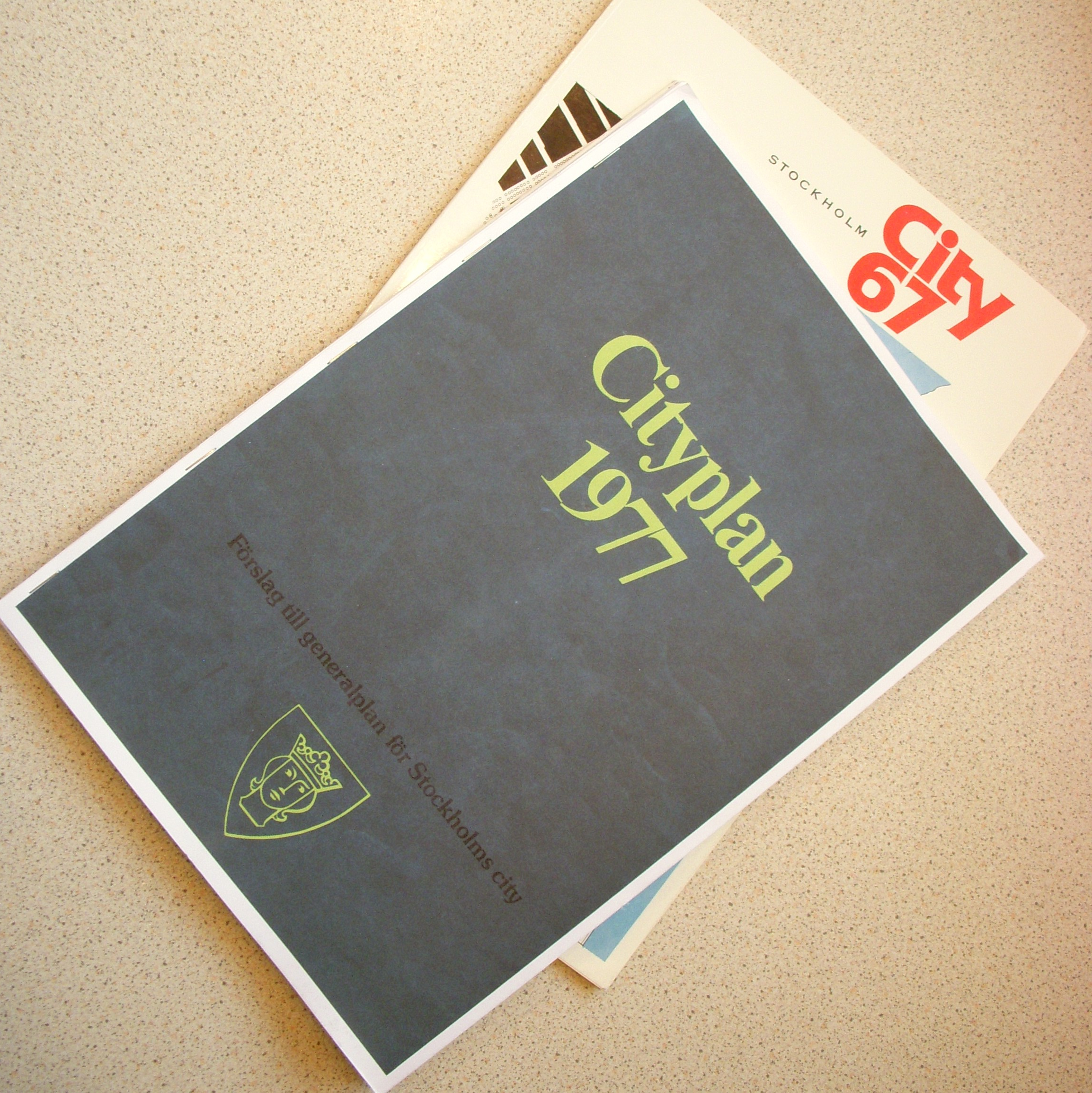
Cityplan 1977, förslag till generalplan för Stockholms city.

Cityplan 1977 var en generalplan för Stockholms city som redovisade riktlinjer för cityförnyelsen av delar av Norrmalm, Östermalm och Kungsholmen. Vidare innehöll Cityplan 1977  översiktsplaner för cityområdet samt ett handlingsprogram för åren 1978-1983. Cityplan 1977 ersatte City 67.

## Bakgrund
De översiktliga planer som beskrivit omdaningen av Stockholms city var 1946, 1962 och 1967 års cityplan. Dessa planer grundade sig på 1945 års principbeslut av stadsfullmäktige i Stockholm angående saneringen av nedre Norrmalm, Norrmalmsregleringen.
1973 antog generalplaneberedningen i Stockholm riktlinjer för en revidering av den då gällande cityplanen City 67. City 67 omfattade ett ännu större saneringsområde än 1962 års cityplan och ombyggnadsarbeten i Stockholms stadscentrum var planerade att pågå en bit in på 1980-talet. Revideringen hade blivit nödvändig efter den omfattande kritiken som hade förts fram i samband med de redan genomförda förändringarna av Nedre Norrmalm. Kritiken fick sin höjdpunkt med Almstriden 1971. I kombination med försämrade kommunala finanser ledde detta till att mängden nya infrastrukturprojekt började minska under 1970-talet. 
Den 16 december 1976 överlämnade generalplaneberedningen ett preliminärt förslag till Cityplan 1977 till kommunstyrelsen, och planen genomarbetades ytterligare i slutet av samma år. 1978 började planen gälla.

## Innehållet

### Allmänt
Medan tidigare cityplaner omfattade stora sammanhängande planeringsområden, angavs i Cityplan 1977 nya riktlinjer som innebar att: “Förnyelsen skall ske utan genomgripande förändringar av kvarter och gatunät och att förnyelsen förutsätts ske i enskild regi utom i de fall plangenomförande inom ett område måste ske i ett sammanhang.”

### Trafiken
En målsättning för Cityplan 77 var att göra det bättre för gående och cyklister samt för bussar och varutransporter. Man ansåg att den privata biltrafiken fick “anpassa sig till den lägre kapacitet som gatunätet erbjuder”.
Utbyggnaden av Tunnelgatan och David Bagares gata till en lokal huvudgata från Klarastrandsleden till Humlegården och Sturegatan ströks, likaså Blasieholmsleden. Klaratunneln ändrades så att dess östra gren fick göra en extra krök söderut och mynna vid Mäster Samuelsgatan i dess kvarvarande läge. Idén om att tunneln skulle få en direkt fortsättning i en upphöjd trafikled mot Östermalm hade slopats. Biltrafiken skulle istället kanaliseras till citys huvudgator, så att zoner utan genomfartmöjligheter skapades. Vidare skulle särskilda bussfiler inrättas och vissa gator för biltrafik helt avstängas genom en trafiksanering. I Cityplan 1977 föreslogs nya gågator, parker, gatuplanteringar och en prioritering av gång- och cykeltrafiken i signalreglerade korsningar. Bland annat föreslogs att delar av Drottninggatan skulle bli gågata och Fredsgatan gågata med begränsad körtrafik.

### Bebyggelsen
Enligt Cityplan 1977 skulle värdefulla miljöer och byggnader bevaras och restaureras och den nya bebyggelsen skulle komplettera befintliga kvarter och ansluta till de nuvarande husens skala. För detta gjorde Stockholms stadsmuseum en omfattande byggnadsinventering och i Cityplan 1977 ingår en detaljerad karta visande "kulturhistorisk och stadsbildsmässigt värdefull bebyggelse". En del expropriationstillstånd enligt Lex Norrmalm föreslogs bli återkallade. Cityplan 1977 innebar även att viss markanvändning som enligt gällande plan (Zonplan 70) varit arbetsplatsområden skulle överföras till bostadsområden och att smygkontoriserade bostadshus åter skulle bli bostäder.